# Uralophantes troitskensis
Uralophantes troitskensis Esyunin, 1992 è un ragno appartenente alla famiglia Linyphiidae.
È l'unica specie nota del genere Uralophantes.

## Distribuzione
La specie è stata rinvenuta in Russia, nella zona dei monti Urali.

## Tassonomia
L'esemplare denominato Diplostyla dorsalis nel libro della Azheganova ha solo una descrizione sommaria, quanto basta per essere ascritto con buona approssimazione a questo genere, ma non abbastanza approfondita da essere considerata accurata per la determinazione di una specie. Fra l'altro, non è stato possibile reperire l'esemplare femminile in questione per una valutazione ulteriore.
Dal 1992 non sono stati esaminati altri esemplari, né sono state descritte sottospecie al 2012.